# Record News Rural
Record News Rural é um telejornal rural brasileiro produzido e exibido pela Record News.
Apresentado por Kelly Godoy, aborda as últimas notícias do meio rural no Brasil.